# 饶平站
饶平站是为厦深铁路在广东省内设立的一个站点，位于潮州市饶平县高堂镇，服务整个饶平县。该站是厦深铁路进入广东段第一个车站。2013年12月，厦深铁路竣工通车，饶平站投入使用。

## 车站结构
车站设2站台5线，其中正线2条，到发线3条，站台为两个侧式站台。站房建筑面积为3200平方米。站房综合楼为一层建筑，局部两层。
饶平站的雨棚采用钢结构无柱站台雨棚，雨棚长450米，主梁最大跨度约43.2米，总面积21279平方米。采用钢管混凝土柱， H型钢拱形钢梁， U型檩条和银灰色压型0.8mm厚屋面板。钢柱、钢梁、屋面水平支撑及柱间支撑等在钢结构加工厂制作，钢柱、钢梁按设计接口分段出厂，单个构件最大长度为17.38米，重量约为9.3T，全部公路运输。
2016年启动站房扩建工程，在原站房前面新建一栋与原站房尺寸相似的大楼，并与原站房相连，大大扩张了车站使用空间。不过，此举也将火车站站前广场占据，站前广场扩建工程正在预备中。
2018年启动饶平站站前广场扩建工程，计划投入资金1.247亿元，规划高架广场总建筑面积55737.23平方米，商业面积6447平方米。届时将实现624个小汽车停车位、80个公交车停车位、44个无障碍停车位和12个出租车停车位。

## 配套设施
饶平县在饶平站周围规划了很多设施。包括一条长3.63公里的进站公路，这条公路从火车站向南延伸至钱东镇紫云村，与县道X086铁汫线相交。工程采用一级公路标准，拥有双向4车道和水泥混凝土路面，同步配套路灯、绿化和护栏。火车站的站前广场总占地面积约750公顷（2016年后被占据），配套有公交站、汽车客运站、的士停车点和公共临时停车场。

## 连接交通
| 巴士 \| 编号 \| 编号 \| 线路 \| 线路 \| 线路 \| 收费 \| 运营商 \| 备注 \| \| ---- \| ----------- \| -------------------- \| ---- \| ------------------ \| ----- \| -------- \| ---- \| \| \| 黄冈—高铁站 \| 饶平县汽车站 \| ⇆ \| 饶平站 \| 2–5元 \| 粤运饶平 \| \| \| \| 218汕头 \| （汕头）澄海汽车总站 \| ⇆ \| （潮州）饶平高铁站 \| 3–9元 \| 澄海汽运 \| \| |             |                      |      |                    |       |          |      |
| 编号 | 编号        | 线路                 | 线路 | 线路               | 收费  | 运营商   | 备注 |
| | 黄冈—高铁站 | 饶平县汽车站         | ⇆    | 饶平站             | 2–5元 | 粤运饶平 |      |
| | 218汕头     | （汕头）澄海汽车总站 | ⇆    | （潮州）饶平高铁站 | 3–9元 | 澄海汽运 |      |